# Al-Rams Club
Der al-Rams Cultural & Sports Club (arabisch نادي الرمس الرياضي الثقافي), kurz al-Rams Club, ist ein Fußballverein aus den Vereinigten Arabischen Emiraten mit Sitz in Rams im Emirat Ra’s al-Chaima.

## Geschichte
Der Klub wurde im Jahr 1967 gegründet. 1976 und 1981 feierte der Verein die Meisterschaft der zweiten Liga. Im April 2024 zog sich der Verein aus finanziellen Gründen vom Spielbetrieb der zweiten Liga zurück.

## Stadion
Der Verein trägt seine Heimspiele im 4000 Zuschauer fassenden al-Rams Stadium in Rams aus.

## Erfolge
- UAE First Division League: 1975/76, 1980/81

## Trainer
| Trainer          | von               | bis |
| ---------------- | ----------------- | --- |
| Sérgio Alexandre | 1. September 2022 |     |